# Първан Киров
Първан Киров е български писател, автор на къси разкази.

## Биография
Роден е на 4 юни 1985 г. в София. Завършил е Аграрния университет в Пловдив, магистър по специалност „Растителна защита“. Следва допълнителна квалификация в Нов български университет по специалността "Учител по биология и химия".
Пише основно пътеписи, както и разкази на теми лов и селски бит. Публикувал е в списанията „Български ловецъ“, "Лов и риболов", "Лов и куче", „Пламък“, както и във вестниците „Отвъд кориците“, Наборе.бг и платформите "Литературен свят" и „Разказите“.
Има награди от няколко литературни конкурса – второ място от конкурса за есе „Как виждам доброто“, грамота за участие в конкурса „Децата на Паисий“ на тема „Пирин е съдба“, както и грамота за участие и достойно представяне в конкурса "Домът на културата "Искър" в моите спомени". Член е на Конфедерацията на българските писатели и член на проекта „Духовно здраве“. 
През 2018 г. е издаден дебютният му сборник с разкази „Ловни пътеки“ (изд. „Гаяна“), осъществен с подкрепата на литературен клуб „Многоточие“. Същата година негови разкази са включени в антологията „Отвъд кориците – Година първа“. През 2022 година излиза и четвъртият му сборник "Как не станах бракониер".

### Проза
- „Ловни пътеки“ (2018)
- „Главната улица“ (2018)
- „Сивия кардинал“ (2019)
- "Как не станах бракониер" (2022)

### Участие в сборници
- „Отвъд кориците. Година първа“ (2018)
- "Първият контакт" (2018)
- "Истории с куче" (2020)
- "Отвъд 3" (2022)
- "Българската наука в действие" (2014)